# ルイ (ヴァンドーム伯)
ルイ・ド・ブルボン（Louis de Bourbon, 1376年 - 1446年12月21日）は、ラ・マルシュ伯ジャン1世とカトリーヌ・ド・ヴァンドームの次男で、フランスのプランス・デュ・サンであり、1393年からヴァンドーム伯、1425年からカストル伯であった。

## 生涯
ルイはオルレアン公シャルル・ド・ヴァロワの支持者であり、宮廷で高位にあり、1408年に王室侍従（Grand chambrier de France）、1413年に大侍従（Grand maître de France）となった。アルマニャック派の一員として、ブルゴーニュ派と対立し、1407年と1412年の2回、彼らによって虜囚となった。
1414年、ルイはルシー伯ユーグ2世の娘であるブランシュ（1421年死去）と結婚した。しかし、翌年のアジャンクールの戦いでイングランド軍に囚われ、捕虜としてしばらく過ごした。その後解放され、クラヴァンの戦いでフランス軍を指揮したが、1423年7月31日に捕虜となった。
1424年に、ラヴァル伯ギー13世と妻アン・ド・ラヴァル（Anne de Laval）の子であるジャンヌ・ド・ラヴァル（1468年没）とレンヌで結婚した。2人の間には以下の子が生まれた：
- カトリーヌ（1425年生）
- ガブリエル（1426年生）
- ジャン8世（1425年 - 1477年）[6] - ヴァンドーム伯

彼はまた、捕虜となっている期間に、イングランド人女性、シビル・ボスタム（Sybil Bostum）との間に非嫡出子をなしている：
- ジャン・ド・ブルボン（1420年頃 - 1496年） - 「ヴァンドームの私生児」、プレオー卿（Seigneur de Preaux）

王党派として、その後、1429年にはオルレアンでジャンヌ・ダルクや他の多くのフランス貴族とともに防衛戦に参加し、ジャルゴーの攻囲を指揮し、ランスでの戴冠を助けた。アラスの和約の会議にも参加した。彼はトゥールで亡くなった。